# 人工光合作用
人工光合作用（英語：artificial photosynthesis）是模仿生物自然光合作用的一類化學過程，將陽光、水及二氧化碳轉化為碳水化合物與氧氣。人工光合作用一詞通常指涉任何能夠將太陽能捕捉並儲存在燃料化學鍵的任何技術框架。將水轉化為氫氣和氧氣的光催化水分解技術是人工光合作用的主要研究方向。另一研究領域為光驅動二氧化碳減排，這複製並延續了碳固定的研究。
此一研究領域包括太陽能燃料直接生產裝置的設計與組裝、光化學及其燃料電池之應用、以及由酵素與光養微生物應用於生質燃料與生質氫氣之產製工程等。

## 總論
光合作用反應能分成兩個氧化還原之半反應，對於產生燃料是缺一不可的。在植物體的光合作用中，水分子藉由光致氧化（即光反應）釋放出氧氣和質子。接著再藉由與光無關的反應（即卡爾文循環）將二氧化碳轉化為葡萄糖（燃料）。人工光合作用的研究者們正在開發能夠催化此二反應之光觸媒。除此之外，藉由水分解所形成的質子可用於產氫。此類觸媒必需能夠快速反應並且吸附高百分比的附帶太陽光子。

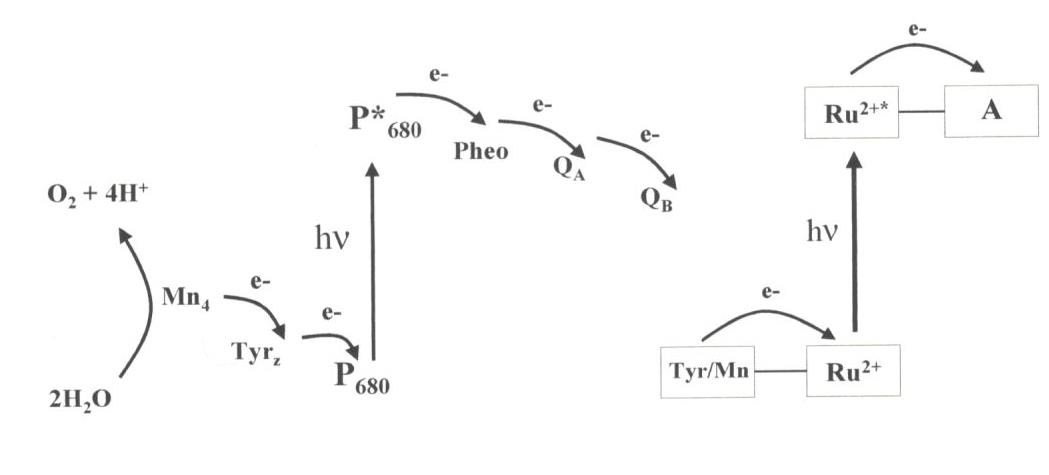
自然（左）與人工（右）光合作用比較

雖然光伏能夠直接從陽光提供能源，然而藉由光伏電力進行燃料生產（非直接過程）效率不彰，加上日間陽光照射並非恆定，因此這類方式有其侷限性。使用自然光合作用的一種方法是生產生物燃料，這是一種間接過程，其能源轉化效率低（由於光合作用自身將陽光轉化為生物質的效率低），收割和運輸燃料的成本，由於土地對糧食生產的需求日益增加而引起衝突。人工光合作用的目的是通過使用直接過程，從日光中產生可以方便地存儲並在無法使用日光時使用的燃料，即產生太陽能燃料。隨著能夠複製光合作用主要部分的觸媒發展，水和陽光最終將成為清潔能源生產的唯一來源。其唯一副產物是氧氣，太陽能燃料的生產潛力可能比汽油便宜。
建立清潔和負擔得起的能源供應的一種方法是開發在太陽光下分解光催化水。這種可持續製氫的方法是發展替代能源系統的主要目標。